# Заштатне місто
Зашта́тне мі́сто, або безповітове місто — тип міста в Російській імперії, яке не було адміністративним центром повіту чи губернії, тобто не містило органів державного управління.
Ця категорія міст була введена у 1796 Павлом I при новому розподілі на губернії Російської імперії. Головним критерієм, що визначав статус населеного пункту, була кількість його мешканців. Від губернаторів вимагалося переглянути всю існуючу систему підпорядкованих їм населених пунктів. У випадках, коли кількість мешканців була недостатньою, міста переводились у категорію посадів. Зазвичай заштатними містами ставали міста, що були позбавлені статусу повітового центру через зменшення кількості повітів, що було запроваджене Павлом I.
У окремих випадках заштатне місто могло бути центром волості (такими були Березна, Білопілля, Васильків, Глинськ, Градизьк, Золочів, Короп, Корсунь, Краснокутськ, Миропілля, Недригайлів, Слов'янськ, Чугуїв), або навіть входити до складу волості, центром якої було село (Здолбунів).
На території України на час ліквідації повітового устрою 1923 року таких міст було 44 (заштатні міста були в усіх губерніях, однак кількість таких міст була різною - від 1 у Волинській та Катеринославській губерніях до 9 у Херсонській).[джерело?]
У Київській губернії з 1846 по 1919 роки не було заштатних міст.

## Перелік заштатних міст Російської імперії
- Бессарабська губернія - Болград, Кагул Кілія, Рені.
- Віленська губернія - Друя, Радошковичі
- Вітебська губернія - Сураж
- Владимирська губернія - Іваново-Вознесенськ, Киржач
- Вологодська губернія - Красноборськ, Лальськ
- Волинська губернія - Здолбунів (1903-1923).
- Вятська губернія - Царевосанчурськ
- Гродненська губернія - Брянськ, Васильків, Гоніондз, Домброва, Дорогичин, Кліщелі, Книшин, Корицин, Кузьниця, Мельник, Нарев, Новий Двір, Одельськ, Соколка, Сураж, Суховля, Янов
- Дагестанська область - Дербент, Петровськ
- Ериванська губернія - Ордубад
- Естляндська губернія - Балтійський порт
- Закаспійська область — Каахк, Кизил-Арват, Теджен
- Іркутська губернія — Ілімськ
- Казанська губернія — Арськ
- Калузька губернія - Воротинськ, Серпейськ, Сухиничі
- Катеринославська губернія - Слов'яносербськ (1882-1923), Луганськ
- Київська губернія - Богуслав (1837-1846), Васильків (1919-1923), Корсунь (1921-1923), Канів (1921-1923), Чигирин (1920-1923).
- Ковенська губернія — Відзи, Шадов
- Костромська губернія — Кадий, Лух, Пльос, Судиславль, Унжа
- Кубанська область - Анапа, Єйськ, Темрюк
- Курляндська губернія — Лібава, Пільтен, Якобштадт
- Курська губернія — Богатий, Миропілля, Хотмижськ
- Кутаїська губернія — Поті, Редут-Кале
- Ліфляндська губернія — Лемзаль, Шлок
- Мінська губернія — Докшиці, Несвіж
- Могилевська губернія — Бабиновичі, Копись
- Московська губернія — Воскресенськ
- Нижегородська губернія — Перевоз, Починки
- Область Війська Донського - Олександрівськ-Грушевський, Нахічевань
- Оренбурзька губернія — Ілецкий Захист
- Пензенська губернія — Верхній Ломов, Троїцьк, Шишкеєв
- Пермська губернія — Алапаєвськ, Далматов, Дедюхін
- Подільська губернія - Бар, Вербовець, Жмеринка (1903-1921), Літин (1921-1923), Сальниця, Стара Ушиця, Хмільник (1795-1921).
- Полтавська губернія - Глинськ, Градизьк.
- Самаркандська область - Пенджикент, Ура-Тюбе
- Самарська губернія - Сергієвськ
- Санкт-Петербурзька губернія - Гатчина, Кронштадт, Нарва, Оранієнбаум, Павловськ
- Семипалатинська область - Кокпекти
- Ставропольська губернія - Святий Хрест
- Сирдар'їнська область - Туркестан
- Таврійська губернія - Балаклава, Бахчисарай, Єні-Кале, Карасубазар, Ногайськ, Оріхів, Старий Крим.
- Тамбовська губернія - Кадом
- Тверська губернія - Красний Холм
- Терська область - Георгієвськ, Моздок
- Томська губернія - Коливань, Нарим
- Уральська область - Ілецьк
- Ферганська область - Старий Маргелан, Чуст
- Харківська губернія - Білопілля, Золочів, Краснокутськ, Недригайлів, Слов'янськ, Чугуїв.
- Херсонська губернія - Берислав, Бобринець, Вознесенськ, Григоріополь, Дубосари, Маяки, Новогеоргіївськ, Новомиргород, Овідіополь, Ольвіополь, Очаків.
- Чернігівська губернія - Березна, Короп, Нове Місто, Погар
- Ярославська губернія - Петровськ